# Fantaisie symphonique (Gouvy)
 (décembre 2024).
Si vous disposez d'ouvrages ou d'articles de référence ou si vous connaissez des sites web de qualité traitant du thème abordé ici, merci de compléter l'article en donnant les références utiles à sa vérifiabilité et en les liant à la section « Notes et références ».

La Fantaisie symphonique en sol mineur, œuvre sans numéro d'opus, a été composée par Louis Théodore Gouvy.

## Historique
La Fantaisie symphonique est la version orchestrée de la Fantaisie op. 69 pour deux pianos que Théodore Gouvy composa à Hombourg-Haut où le compositeur résida régulièrement à partir de 1871.
L'œuvre a été créée par Louis Lüstner à la tête de l'Orchestre des Thermes de Wiesbaden (direction Louis Lüstner) le 26 décembre 1881 et éditée par Breitkopf & Härtel. Cependant elle ne fut plus rejouée du vivant de Gouvy.

## Structure
La Fantaisie symphonique comprend trois mouvements :
1. Grave - Moderato
2. Adagio
3. Alla breve